# 善竹玄三郎
善竹 玄三郎（ぜんちく げんざぶろう、1914年5月23日 - 2011年9月26日）は、日本の狂言方大蔵流能楽師。本名・茂山喜三（しげやま きぞう）。

## 経歴
1914年、初世善竹彌五郎の三男として生まれる。兄に初世善竹忠一郎が、弟に善竹圭五郎がいる。子に善竹長徳がいる。孫に善竹徳一郎がいる。
金春流宗家より父彌五郎が善竹の姓を受け、一家をあげて改姓した。
1919年、5歳で狂言「以呂波」のシテで初舞台。
1935年、日本大学大阪中学校を卒業する。
1951年、「三番三」を披く。
1953年､「釣狐」を披く。
1960年、「花子」を披く。
1999年4月、「蛸」のシテを最後に85歳で狂言方を引退した。
2011年9月26日、老衰の為死去。享年98（満97歳没）。初世彌五郎の5人の子息ではもっとも長命かつ、最後の存命人物であった。また、晩年は曾孫・高徳の初舞台を楽しみにしていたという。